# Spielerkader
Als Spielerkader bezeichnet man die Gesamtheit der spielberechtigten Spieler einer Mannschaft. Der Spielerkader umfasst damit die Spieler, die von einem Sportverein für den Spielbetrieb gemeldet sind und zu den Spielen aktiv eingesetzt werden können. Verletzte und gesperrte Spieler können zwar unter Umständen nicht eingesetzt werden, zählen aber dennoch zum Spielerkader. Dagegen zählen der Trainerstab sowie weitere Vereinsmitglieder, die nicht direkt mit dem Spiel der Mannschaft zu tun haben (z. B. Manager, Vereinsführung etc.) nicht zum Spielerkader. 